# Административно-территориальное деление Калмыкии

## Административно-территориальное устройство

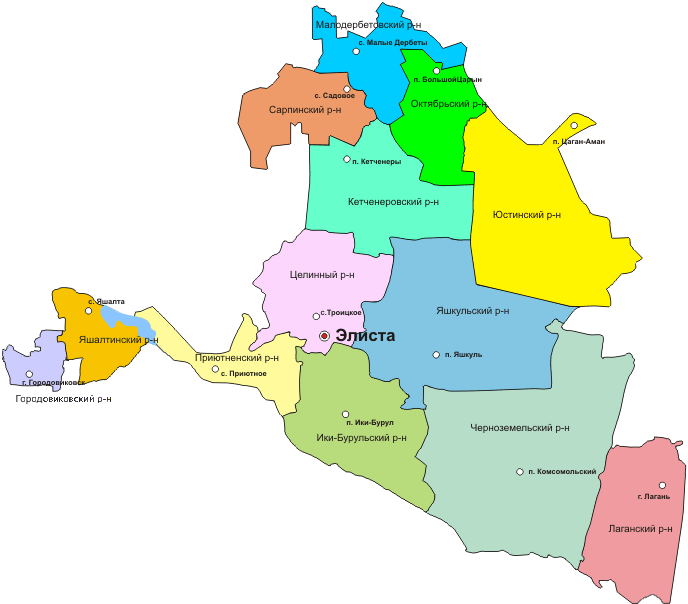
Административная карта Республики Калмыкия

Согласно Закону Республики Калмыкия «Об административно-территориальном устройстве Республики Калмыкия» и Реестру административно-территориальных единиц Республики Калмыкия, субъект РФ включает следующие административно-территориальные единицы:
- 1 город республиканского значения (город Элиста)
- 13 районов
  - 1 административно-территориальное образование с особым статусом Сити Чесс
  - 2 города районного значения (Городовиковск и Лагань)
  - 110 сельских администраций
    - 268 сельских населённых пунктов
      - 231 посёлок
      - 37 сёл

В составе республики на 01.01.2001 года находились:
- 3 города,
- 112 сельских администраций (сельских муниципальных образований),
- 273 сельских населенных пункта.

Административным центром Республики Калмыкия является город Элиста.

## Муниципальное устройство
В рамках муниципального устройства республики, в границах административно-территориальных единиц Калмыкии образованы муниципальные образования:
- 1 городской округ (Элистинский[4] или город Элиста[6])
- 13 муниципальных районов (районных муниципальных образований),
- 2 городских поселения (городские муниципальные образования: Городовиковское и Лаганское)
- 111 сельских поселений (сельских муниципальных образований)

## Районы и город республиканского значения (городской округ)
| №         | Название                                          | Калмыцкое название | Флаг | Герб | Площадь, км² | Население, чел. (2024 г.) | Админ. центр          | Код ОКАТО |
| --------- | ------------------------------------------------- | ------------------ | ---- | ---- | ------------ | ------------------------- | --------------------- | --------- |
| 1e-06     | Районы (муниципальные районы)                     |                    |      |      |              |                           |                       |           |
| 1         | Городовиковский район                             | Башнтан улс        |      |      | 1 099        | ↘13 573                   | город Городовиковск   | 85 205    |
| 2         | Ики-Бурульский район                              | Ики Буруула улс    |      |      | 6 363        | ↗9992                     | посёлок Ики-Бурул     | 85 210    |
| 3         | Кетченеровский район                              | Көтчнрә улс        |      |      | 6 548        | ↘8588                     | посёлок Кетченеры     | 85 225    |
| 4         | Лаганский район                                   | Лаганя улс         |      |      | 4 169,63     | ↗18 650                   | город Лагань          | 85 215    |
| 5         | Малодербетовский район                            | Баһ Дөрвдә улс     |      |      | 3 666        | ↘9256                     | село Малые Дербеты    | 85 220    |
| 6         | Октябрьский район                                 | Октябрин улс       |      |      | 3 686        | ↘7654                     | посёлок Большой Царын | 85 223    |
| 7         | Приютненский район                                | Приютнин улс       |      |      | 3 110        | ↘9468                     | село Приютное         | 85 228    |
| 8         | Сарпинский район                                  | Сарпан улс         |      |      | 3 738        | ↗11 466                   | село Садовое          | 85 232    |
| 9         | Целинный район                                    | Целинн улс         |      |      | 5 258        | ↗20 296                   | село Троицкое         | 85 237    |
| 10        | Черноземельский район                             | Хар Һазра улс      |      |      | 14 192       | ↘11 850                   | посёлок Комсомольский | 85 242    |
| 11        | Юстинский район                                   | Үстин улс          |      |      | 7 996        | ↘8903                     | посёлок Цаган Аман    | 85 246    |
| 12        | Яшалтинский район                                 | Яшалтан улс        |      |      | 2 416        | ↘14 402                   | село Яшалта           | 85 250    |
| 13        | Яшкульский район                                  | Яшкулин улс        |      |      | 11 769       | ↗15 057                   | посёлок Яшкуль        | 85 254    |
| 13.000002 | Город республиканского значения (городской округ) |                    |      |      |              |                           |                       |           |
| 14        | город Элиста (Элистинский)                        | Элст хот           |      |      | 396,57       | ↗108 451                  | город Элиста          | 85 401    |

## Сельские и городские поселения
Ниже представлены списки сельских поселений (сельских муниципальных образований) и городских поселений (городских муниципальных образований) по районам (районным муниципальным образованиям) Калмыкии
Городские поселения (городские муниципальные образования) выделены жирным шрифтом.

### Городовиковский район
1. Городовиковское городское муниципальное образование
2. Виноградненское сельское муниципальное образование
3. Дружненское сельское муниципальное образование
4. Лазаревское сельское муниципальное образование
5. Пушкинское сельское муниципальное образование
6. Розентальское сельское муниципальное образование
7. Южненское сельское муниципальное образование

### Ики-Бурульский район
1. Багабурульское сельское муниципальное образование
2. Зундатолгинское сельское муниципальное образование
3. Ики-Бурульское сельское муниципальное образование
4. Кевюдовское сельское муниципальное образование
5. Манцинкецовское сельское муниципальное образование
6. Манычское сельское муниципальное образование
7. Оргакинское сельское муниципальное образование
8. Приманычское сельское муниципальное образование
9. Светловское сельское муниципальное образование
10. Утсалинское сельское муниципальное образование
11. Хомутниковское сельское муниципальное образование
12. Чограйское сельское муниципальное образование
13. Чолунхамурское сельское муниципальное образование

### Кетченеровский район
1. Алцынхутинское сельское муниципальное образование
2. Ергенинское сельское муниципальное образование
3. Гашун-Бургустинское сельское муниципальное образование
4. Кегультинское сельское муниципальное образование
5. Кетченеровское сельское муниципальное образование
6. Сарпинское сельское муниципальное образование
7. Тугтунское сельское муниципальное образование
8. Чкаловское сельское муниципальное образование
9. Шаттинское сельское муниципальное образование

### Лаганский район
1. Лаганское городское муниципальное образование
2. Джалыковское сельское муниципальное образование
3. Красинское сельское муниципальное образование
4. Северное сельское муниципальное образование
5. Уланхольское сельское муниципальное образование

### Малодербетовский район
1. Ики-Бухусовское сельское муниципальное образование
2. Малодербетовское сельское муниципальное образование
3. Плодовитенское сельское муниципальное образование
4. Тундутовское сельское муниципальное образование
5. Ханатинское сельское муниципальное образование
6. Хончнурское сельское муниципальное образование

### Октябрьский район
1. Большецарынское сельское муниципальное образование
2. Восходовское сельское муниципальное образование
3. Джангарское сельское муниципальное образование
4. Иджилское сельское муниципальное образование
5. Мирненское сельское муниципальное образование
6. Хошеутовское сельское муниципальное образование
7. Цаган-Нурское сельское муниципальное образование

### Приютненский район
1. Булуктинское сельское муниципальное образование
2. Воробьёвское сельское муниципальное образование
3. Нартинское сельское муниципальное образование
4. Октябрьское сельское муниципальное образование
5. Первомайское сельское муниципальное образование
6. Песчаное сельское муниципальное образование
7. Приютненское сельское муниципальное образование
8. Ульдючинское сельское муниципальное образование

### Сарпинский район
1. Аршаньзельменское сельское муниципальное образование
2. Кануковское сельское муниципальное образование
3. Кировское сельское муниципальное образование
4. Коробкинское сельское муниципальное образование
5. Обильненское сельское муниципальное образование
6. Садовское сельское муниципальное образование
7. Салынтугтунское сельское муниципальное образование
8. Уманцевское сельское муниципальное образование
9. Шарнутовское сельское муниципальное образование

### Целинный район
1. Бага-Чоносовское сельское муниципальное образование
2. Верхнеяшкульское сельское муниципальное образование
3. Вознесеновское сельское муниципальное образование
4. Ики-Чоносовское сельское муниципальное образование
5. Найнтахинское сельское муниципальное образование
6. Оватинское сельское муниципальное образование
7. Троицкое сельское муниципальное образование
8. Хар-Булукское сельское муниципальное образование
9. Целинное сельское муниципальное образование
10. Чагортинское сельское муниципальное образование
11. Ялмтинское сельское муниципальное образование

### Черноземельский район
1. Адыковское сельское муниципальное образование
2. Артезианское сельское муниципальное образование
3. Ачинеровское сельское муниципальное образование
4. Комсомольское сельское муниципальное образование
5. Кумское сельское муниципальное образование
6. Нарынхудукское сельское муниципальное образование
7. Прикумское сельское муниципальное образование
8. Сарульское сельское муниципальное образование

### Юстинский район
1. Барунское сельское муниципальное образование
2. Бергинское сельское муниципальное образование
3. Татальское сельское муниципальное образование
4. Харбинское сельское муниципальное образование
5. Цаганаманское сельское муниципальное образование
6. Эрдниевское сельское муниципальное образование
7. Юстинское сельское муниципальное образование

### Яшалтинский район
1. Багатугтунское сельское муниципальное образование
2. Березовское сельское муниципальное образование
3. Веселовское сельское муниципальное образование
4. Красномихайловское сельское муниципальное образование
5. Краснопартизанское сельское муниципальное образование
6. Манычское сельское муниципальное образование
7. Октябрьское сельское муниципальное образование
8. Солёновское сельское муниципальное образование
9. Ульяновское сельское муниципальное образование
10. Эсто-Алтайское сельское муниципальное образование
11. Яшалтинское сельское муниципальное образование

### Яшкульский район
1. Гашунское сельское муниципальное образование
2. Молодёжненское сельское муниципальное образование
3. Привольненское сельское муниципальное образование
4. Тавнгашунское сельское муниципальное образование
5. Уланэргинское сельское муниципальное образование
6. Уттинское сельское муниципальное образование
7. Хартолгинское сельское муниципальное образование
8. Хулхутинское сельское муниципальное образование
9. Цаган-Уснское сельское муниципальное образование
10. Чилгирское сельское муниципальное образование
11. Элвгинское сельское муниципальное образование
12. Яшкульское сельское муниципальное образование

## История административно-территориального деления Калмыкии

### Калмыцкая автономная область
2 ноября 1920 года Совнарком РСФСР принял постановление о предоставлении автономии калмыцкому народу. 4 ноября 1920 было принято совместное постановление ВЦИК и СНК РСФСР, опубликованное за подписями М. И. Калинина и В. И. Ленина, об образовании Автономной области калмыцкого народа.
В состав Автономной области, согласно этому постановлению, включались: из Астраханской губернии — улусы Багацохуровский, Икицохуровский, Хошеутовский, Харахусовский, Эркетеневский, Малодербетовский (за исключением аймаков Червленского и Северного, которые включились в Черноярский уезд), Яндыко-Мочажный, Манычский и улус Калмыцкий Базар, все волости и станицы Черноярского уезда Царицынской губернии, лежавшие к югу от Абганеровской и Аксайской волостей: Садовая, Обильная, Киселева, Заветная, Торговая, Валуевка, Ремонтная, Кресты, Кормовая, Приютное, Элиста, Булган, Керюльта и Уланское; из Ставропольской губернии — Большедербетовский улус за исключением Яшалтинской волости и поселка Князь-Михайловского; из Донской области — часть территории Сальского округа, связывавшая Большедербетовский улус с основной территорией Калмыцкой области и расположенная между губернскими границами Ставропольской и Астраханской губерний и параллельно 46°30 Пулковского меридиана, так называемый Донской треугольник; из Терской области — Кумский аймак.
По ходатайству Калмыцкого ЦИКа 14 февраля 1923 года постановлением ВЦИК административно-территориальное устройство Калмыцкой автономии было утверждено в составе 8 улусов (Большедербетовский, Икицохуровский, Калмыцко-Базаринский, Малодербетовский, Манычский, Багацохуровский, Хошеутовский, Эркетеневский), Ремонтненского уезда, 41 аймака и 5 волостей: Киселевской, Заветненской, Ремонтненской, Элистинской и Кормовской. Образование в составе Калмыцкой области Ремонтненского уезда должно было упорядочить структуру землепользования. Уезд с населением 49 524 человек охватывал территорию площадью 650 692 дес. В основном это были земли, которыми население сел Ремонтненского уезда было наделено на момент своего образования. Поэтому оно продолжало пользоваться оброчными, арендными и иными участками земли, находившимися вне границ уезда, например, в соседней Донской области. Это усложняло национально-земельные отношения.
В конце 1922 года Калмыцкий ЦИК решил передать Элистинскую волость из Манычского улуса в Ремонтненский уезд. Однако это не упростило национальные отношения. Первоначально предполагалась передача Ремонтненскому уезду части территории Сальского округа Донской области, однако в итоге было принято решение о передаче уезда Сальскому округу. Однако уезд был передан частично: 25 мая 1925 года Президиум ВЦИК постановил Ремонтненский уезд Калмыцкой области включить в состав Сальского округа Северо-Кавказского края, за исключением сёл Троицкое (Булгун), Элиста, Вознесеновка (Керюльта), Бислюрта, Приютное, Садовое, Уманцево, хутор Толочкова.
Чуть раньше в том же 1925 году границы области уже изменялись: Немецко-Хагинская и Эсто-Хагинская волости Ставропольской губернии были включены в состав Большедербетовского улуса Калмыкии в январе 1925 года, а Яшалтинская волость — в марте 1925 года.
В 1930 году была проведена важная административно-территориальная реформа. «В целях преодоления улусизма и родовизма» были упразднены существовавшие улусы и образовано 5 новых улусов (районов) — Центральный, Сарпинский, Приволжский, Приморский и Западный.
Подчинение самой области также изменялось — в 1928 году Калмыцкая автономная область вошла в Нижне-Волжскую область (вскоре переименованную в Нижне-Волжский край), а в 1934 году — в Сталинградский край. В 1931 году в состав Калмыцкой автономной области из состава расформированного Красноармейского района Нижневолжского края были переданы Тундутовский, Плодовитинский и Тингутинский сельсоветы, как имеющие тяготение к Сарпинскому району, с передачей в состав последнего.
В 1934 году Постановлением Президиума ВЦИК был образован Черноземельский улус с центром в селе Яшкуль путём выделения его из Центрального улуса.
20 октября 1935 года Калмыцкая автономная область преобразована в Калмыцкую АССР.

### Упразднение калмыцкой автономии
27 декабря 1943 года в результате депортации калмыков вышел Указ Президиума Верховного Совета СССР «О ликвидации Калмыцкой АССР и образовании Астраханской области в составе РСФСР». При этом город Элиста, Долбанский, Кетченеровский, Лаганский, Приволжский, Троицкий, Улан-Хольский, Черноземельский, Юстинский районы бывшей Калмыцкой АССР оказались включены в новообразованную Астраханскую область; Мало-Дербетовский и Сарпинский районы включены в состав Сталинградской области; Западный (центр — Башанта) и Яшалтинский — в состав Ростовской области; Приютинский район — в состав Ставропольского края.

### Восстановление Калмыцкой АО
24 ноября 1956 года Президиумом ЦК КПСС было принято постановление «О восстановлении национальных автономий калмыцкого, карачаевского, чеченского и ингушского народов». 9 января 1957 года был принят Указ Президиума Верховного Совета РСФСР «Об образовании Калмыцкой автономной области в составе Ставропольского края». 12 января 1957 года Указом Президиума Верховного Совета РСФСР «Об административном составе Калмыцкой автономной области» Калмыцкая автономная область восстанавливалась в составе 10 районов — Западного, Яшалтинского, Приютненского, Сарпинского, Приозёрного, Целинного, Каспийского, Яшкульского, Юстинского, Черноземельского с центром в городе Элисте.
25 января 1957 года вышел приказ МВД СССР «О разрешении проживания и прописки калмыкам, балкарцам, карачаевцам, чеченцам, ингушам и членам их семей в местах, откуда они были высланы».
11 февраля 1957 года Верховный Совет СССР утвердил образование Калмыцкой автономной области, внеся соответствующую поправку в статью 22 Конституции СССР. При этом в состав области вошли: город Элиста, районы: Западный (центр — рабочий посёлок Башанта), Каспийский (р. п. Каспийский), Приозёрный (п. Приозёрный), Приютненский (село Приютное), Сарпинский (село Садовое), Целинный (п. Целинный), Черноземельский (п. Комсомольский), Юстинский (п. Юста), Яшалтинский (с. Яшалта), Яшкульский (с. Яшкуль).

### Восстановление Калмыцкой АССР
25 декабря 1958 года Калмыцкая АО была выведена из состава Ставропольского края и преобразована в Калмыцкую АССР.
1 апреля 1963 года упразднён Каспийский район с включением его территории в состав Черноземельского района.
Указом Президиума Верховного Совета РСФСР от 12 января 1965 года восстановлены Каспийский, Приютненский, Яшкульский районы, вновь образован Ики-Бурульский район. Городовиковский, Приозёрный, Сарпинский, Целинный, Черноземельский, Юстинский сельские районы преобразованы в районы.
30 декабря 1966 года образован Яшалтинский район.
11 декабря 1970 года из части территории Сарпинского района восстановлен Малодербетовский район (упразднялся ранее, 25 июля 1950 года, в период нахождения его в Сталинградской области).
25 августа 1977 года из отдельных частей Малодербетовского, Приозёрного и Юстинского районов образован Октябрьский район.